# Eckartsau
Eckartsau (szlovákul Krcov, horvátul Krcej) osztrák mezőváros Alsó-Ausztria Gänserndorfi járásában. 2020 januárjában 1298 lakosa volt. 

## Elhelyezkedése

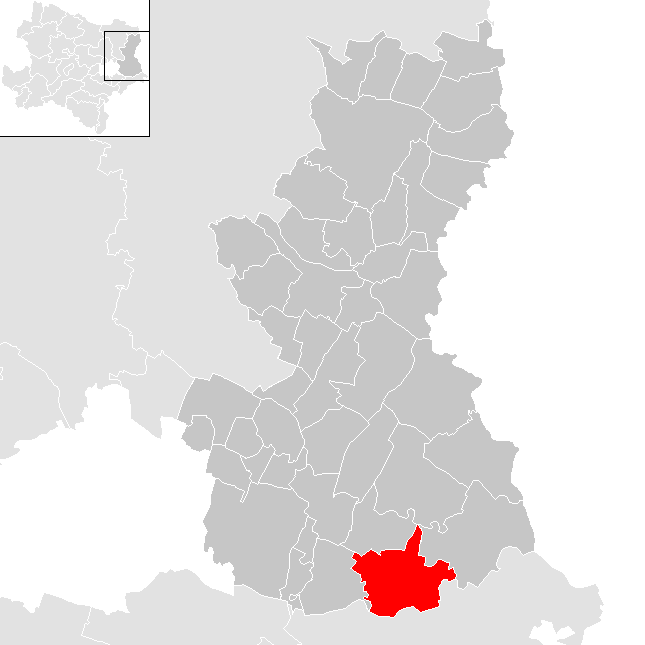
Eckartsau a Gänserndorfi járásban

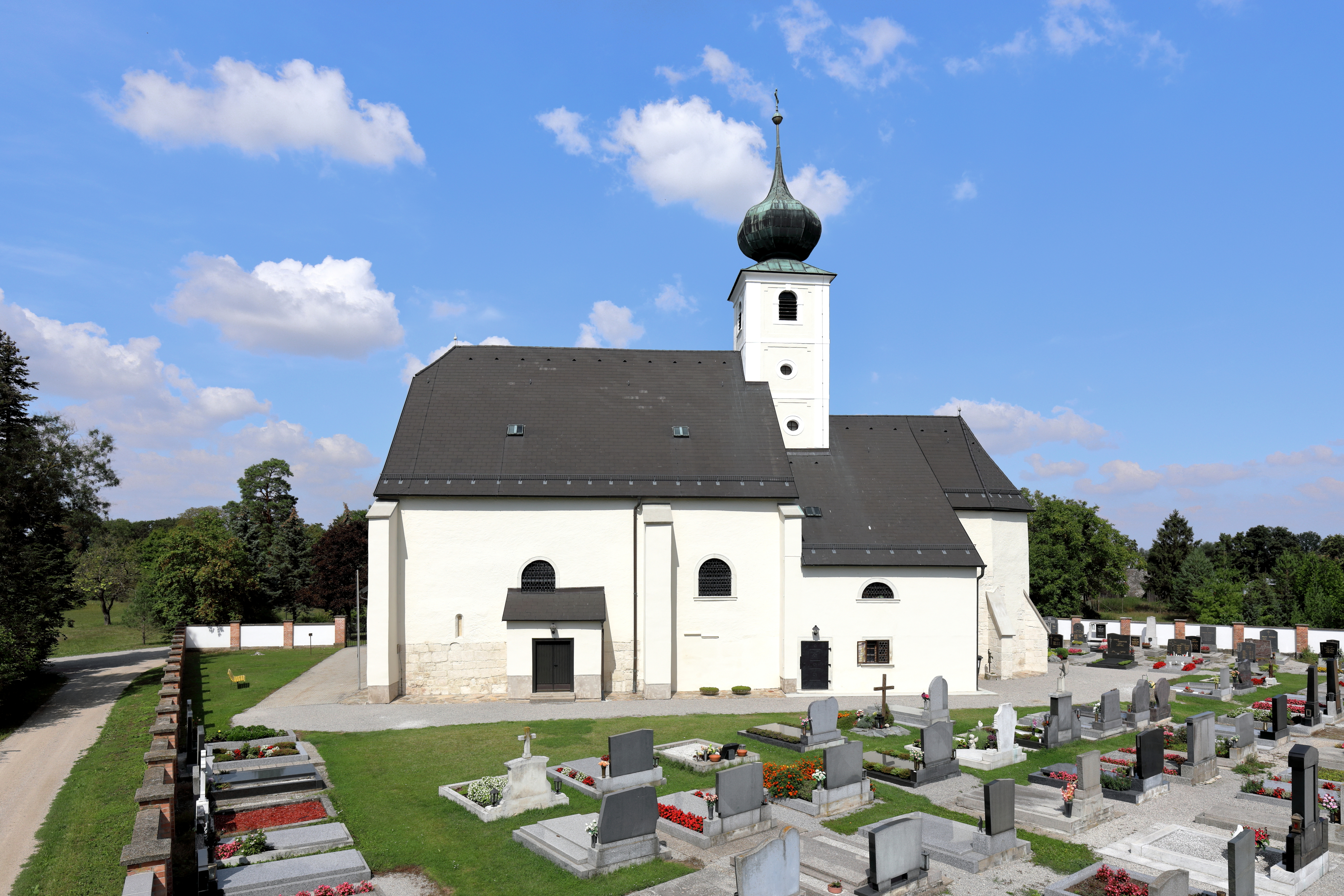
A Szt. Leonhard-plébániatemplom

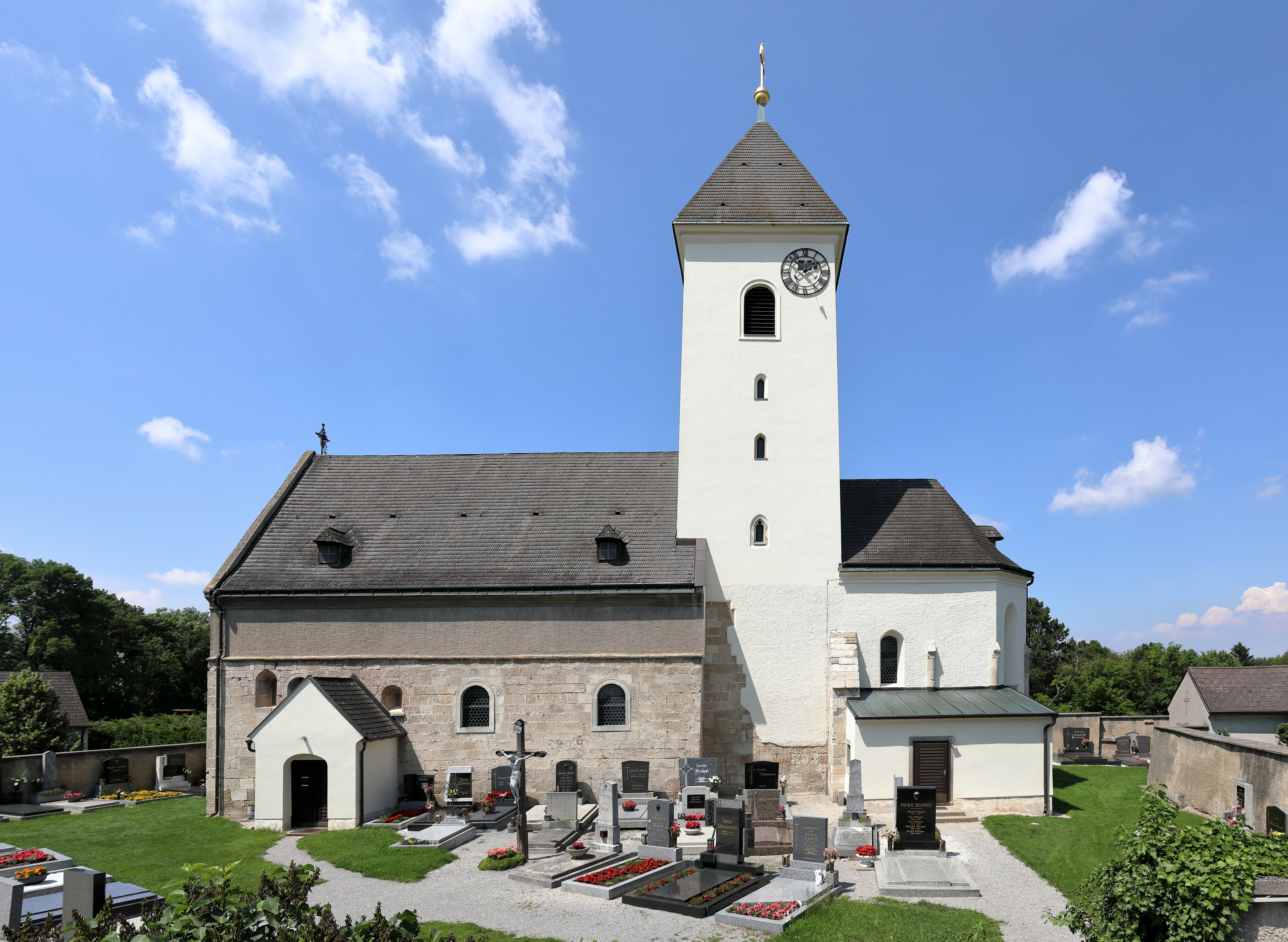
A witzelsdorfi SZt. Márton-templom

Eckartsau a tartomány Weinviertel régiójában fekszik a Morva-mező délkeleti részén, a Dunától északra. Déli része a Donau-Auen Nemzeti Parkhoz tartozik. Területének 25,2%-a erdő, 63% áll mezőgazdasági művelés alatt. Az önkormányzat 5 településrészt és falut egyesít: Eckartsau (471 lakos 2020-ban), Kopfstetten (236), Pframa (305), Wagram an der Donau (150) és Witzelsdorf (136).
A környező önkormányzatok: nyugatra Orth an der Donau, északra Haringsee, északkeletre Lassee, keletre Engelhartstetten, délkeletre Petronell-Carnuntum, délre Scharndorf. 

## Története
Eckartsaut először 1180-ban említik (mint Ekkeharteshovve-t). A 12. századtól a Sonnberg-Hainburg-Rötelsteiner nemzetséghez tartozó Eckartsau család uralta, akik közül Rudmar és Heinrich hercegi miniszteriálisok ismertek. A család utolsó férfitagja Wilhelm von Eckartsau volt, aki 1507-ben halt meg; a birtokot lánya, Apollonia von Volkensdorf örökölte. Az 1529-es és 1532-es török hadjárat során a falu elpusztult, az elmenekült lakosság helyére több mint 1000 horvátot telepítettek. 1571-ben a lutheránus Georg von Teuffel vásárolta meg a birtokot, amelynek tulajdonosai a 17. században gyakran cserélődtek. 
1720-ban Franz Ferdinand Kinsky gróf vette meg a várat, amelyet vadászkastéllyá alakított át, többek között a nyugati szárnyat teljesen átépíttette. 1760-ban Mária Terézia férje, Lotharingiai Ferenc vásárolta meg a kastélyt, amely 1797-ben átkerült a családi birtokalapba. A 19. század végén Ferenc Ferdinánd főherceg ismét vadászkastélyként használta. 
Miután I. Károly császár 1918. november 11-én aláírta lemondását és az Osztrák-Magyar Monarchia megszűnt, a volt uralkodó és családja az eckartsaui kastályba költözött, ahonnan 1919. március 23-án vonult svájci száműzetésébe. 
1971-ben az addig különálló Eckartsau és Witzelsdorf mezővárosok, valamint Kopfstetten, Pframa és Wagram an der Donau községek közös önkormányzatban egyesültek, amely az Eckartsau nevet vette fel. 

## Lakosság
Az eckartsaui önkormányzat területén 2020 januárjában 1298 fő élt. A lakosságszám 1939 óta csökkenő/stagnáló tendenciát mutat. 2018-ban az ittlakók 86,2%-a volt osztrák állampolgár; a külföldiek közül 0,6% a régi (2004 előtti), 8,3% az új EU-tagállamokból érkezett. 4,3% a volt Jugoszlávia (Szlovénia és Horvátország nélkül) vagy Törökország, 0,6% egyéb országok polgára volt. 2001-ben a lakosok 82,2%-a római katolikusnak, 1,6% evangélikusnak, 1,3% ortodoxnak, 5% mohamedánnak, 9% pedig felekezeten kívülinek vallotta magát. Ugyanekkor 8 magyar élt a mezővárosban; a legnagyobb nemzetiségi csoportokat a német (91,3%) mellett a horvátok (2,3%) és a szerbek (2%) alkották. 
A népesség változása:

| 2016 | 1 244 |
| 2018 | 1 283 |

## Látnivalók
- az eckartsaui kastély ma az osztrák állami erdészeti hivatal tulajdonában van
- az eckartsaui Szt. Leonhard-plébániatemplom
- a witzelsdorfi Szt. Márton-plébániatemplom
- a wagrami Szentháromság-templom
- a kopfstetteni kálváriahegy és a Szt. Bertalan-plébániatemplom

## Fordítás
- Ez a szócikk részben vagy egészben  az   Eckartsau című német Wikipédia-szócikk ezen változatának fordításán alapul.  Az eredeti cikk szerkesztőit annak laptörténete sorolja fel. Ez a jelzés csupán a megfogalmazás eredetét és a szerzői jogokat jelzi, nem szolgál a cikkben szereplő információk forrásmegjelöléseként.